# Cipactli

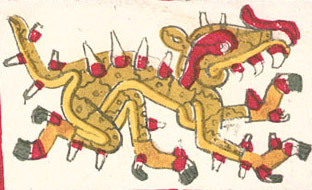
Tlālticpactli (la terre), Cipactli selon le Codex Borgia.

Cipactli, dans la mythologie aztèque, est une créature chimérique en partie poisson, en partie alligator et en partie crapaud. Toujours affamée, chacune de ses articulations est couverte d'une bouche. 
Dans le récit de la création aztèque, Tezcatlipoca et Quetzalcóatl se sont servis de son corps afin de créer la terre, Tezcatlipoca ayant utilisé son propre pied comme appât pour attirer la bête.